# لويس موراليس
لويس موراليس هو مصارع هاوي كوبي، ولد في 17 مارس 1971 في هافانا في كوبا.

## وصلات خارجية
- لويس موراليس على موقع قاعدة بيانات المصارعة الدولية (الإنجليزية)
- لويس موراليس على موقع أوليمبيديا (الإنجليزية)